# 涅瓦區

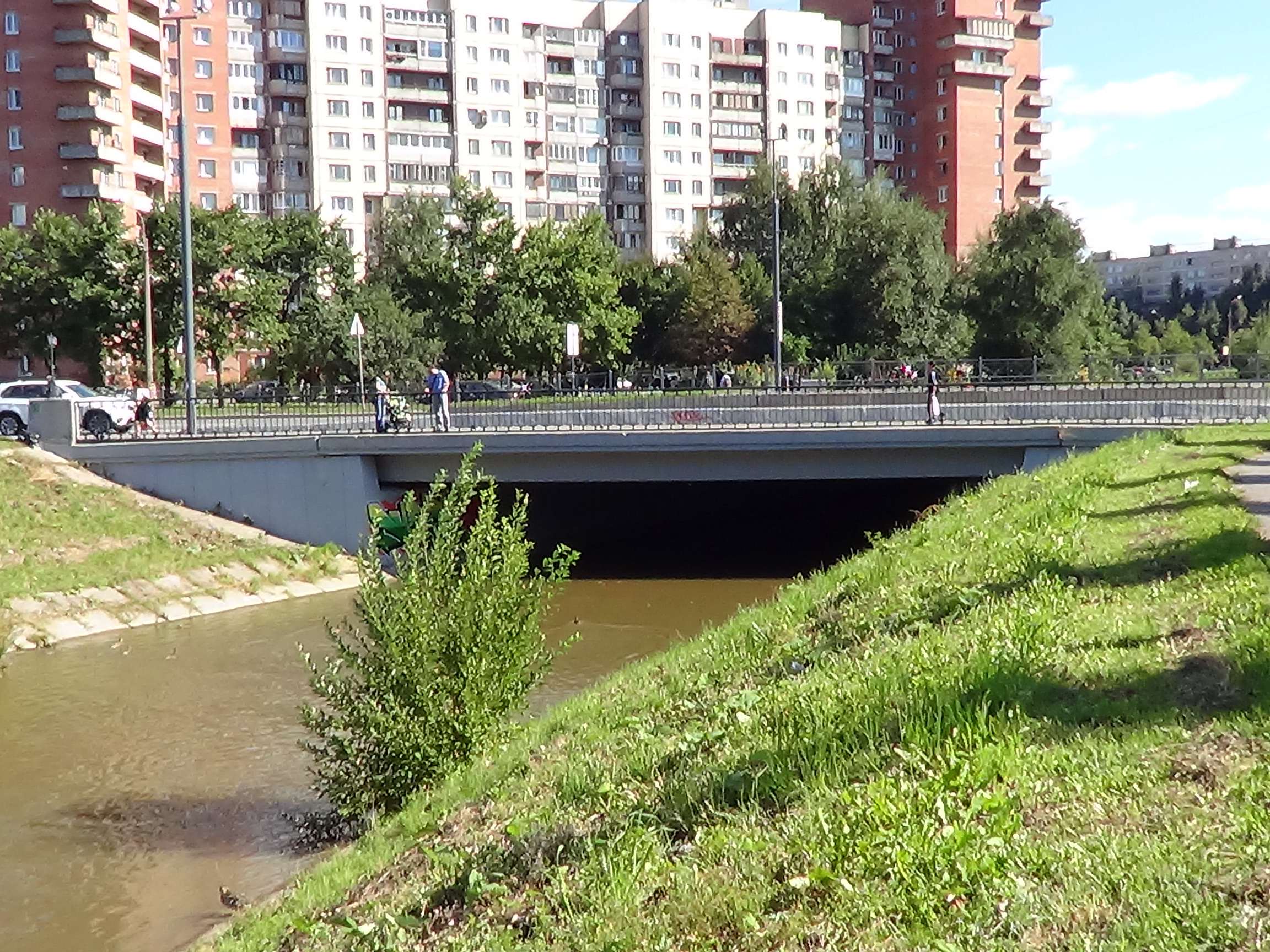

59°52′N 30°28′E / 59.867°N 30.467°E
涅瓦區（羅馬化：Nevsky rayon）是俄羅斯的一個區，位於該國西北部，由聖彼得堡負責管轄，始建於1917年，面積61.77平方公里，2010年人口466,013，人口密度每平方公里7,543.84人。